# Leiodesmus cameranii
Leiodesmus cameranii är en mångfotingart som först beskrevs av Filippo Silvestri 1895.  Leiodesmus cameranii ingår i släktet Leiodesmus och familjen Chelodesmidae. Inga underarter finns listade i Catalogue of Life.